# Resolutie 1460 Veiligheidsraad Verenigde Naties
Resolutie 1460 van de Veiligheidsraad van de Verenigde Naties werd unaniem door de VN-Veiligheidsraad aangenomen op 30 januari 2003.

## Inhoud

### Waarnemingen
Alle betrokken partijen werden eraan herinnert dat ze het Handvest van de Verenigde Naties en het internationaal recht moesten naleven, vooral inzake kinderen. Landen moesten de straffeloosheid tegenover genocide, misdaden tegen de menselijkheid en oorlogsmisdaden tegen kinderen beëindigen. Kinderen in gewapende conflicten moesten ook toegang hebben tot hulpverlening. Min 15-jarigen opnemen in het leger of inzetten bij vijandelijkheden gold als een oorlogsmisdaad.

### Handelingen
De Raad stond achter de oproep van de secretaris-generaal om een tijdperk te beginnen met internationale normen en standaarden voor de bescherming van kinderen in gewapende conflicten. Partijen die kindsoldaten inzetten werden opgeroepen hiermee onmiddellijk te stoppen. De secretaris-generaal had een lijst van dergelijke partijen aan zijn rapport toegevoegd.
Bij de lidstaten werd aangedrongen op maatregelen om de illegale handel in lichte wapens aan conflictgebieden aan banden te leggen. Men was ook bezorgd om het seksueel geweld dat vooral tegen meisjes werd gepleegd; ook door hulpverleners en vredeshandhavers. Landen die vredeshandhavers bijdroegen, werd gevraagd een gedragscode uit te schrijven.
Ten slotte werd de secretaris-generaal gevraagd tegen 31 oktober te rapporteren over onder meer:
a. De vooruitgang van de opgelijste partijen in het beëindigen van het gebruik van kindsoldaten,
b. Een beoordelen van de kinderrechtenschendingen in conflictgebieden en de rol van illegale grondstofontginning en wapensmokkel,
c. Voorstellen om beter toe te zien op de naleving van de internationale normen en standaarden voor de bescherming van kinderen in conflicten,
d. Richtlijnen om de specifieke noden van kinderen op te nemen in ontwapenings-, demobilisatie-, rehabilitatie- en herintegratieprogramma's, door bijvoorbeeld kinderbeschermingsadviseurs.

## Verwante resoluties
- Resolutie 1379 Veiligheidsraad Verenigde Naties (2001)
- Resolutie 1422 Veiligheidsraad Verenigde Naties (2002)
- Resolutie 1467 Veiligheidsraad Verenigde Naties
- Resolutie 1539 Veiligheidsraad Verenigde Naties (2004)

Lijst ·  1455 ·  1456 ·  1457 ·  1458 ·  1459 ·  1460 ·  1461 ·  1462 ·  1463 ·  1464 ·  1465 ·  1466 ·  1467 ·  1468 ·  1469 ·  1470 ·  1471 ·  1472 ·  1473 ·  1474 ·  1475 ·  1476 ·  1477 ·  1478 ·  1479 ·  1480 ·  1481 ·  1482 ·  1483 ·  1484 ·  1485 ·  1486 ·  1487 ·  1488 ·  1489 ·  1490 ·  1491 ·  1492 ·  1493 ·  1494 ·  1495 ·  1496 ·  1497 ·  1498 ·  1499 ·  1500 ·  1501 ·  1502 ·  1503 ·  1504 ·  1505 ·  1506 ·  1507 ·  1508 ·  1509 ·  1510 ·  1511 ·  1512 ·  1513 ·  1514 ·  1515 ·  1516 ·  1517 ·  1518 ·  1519 ·  1520 ·  1521